# Numération brahmi

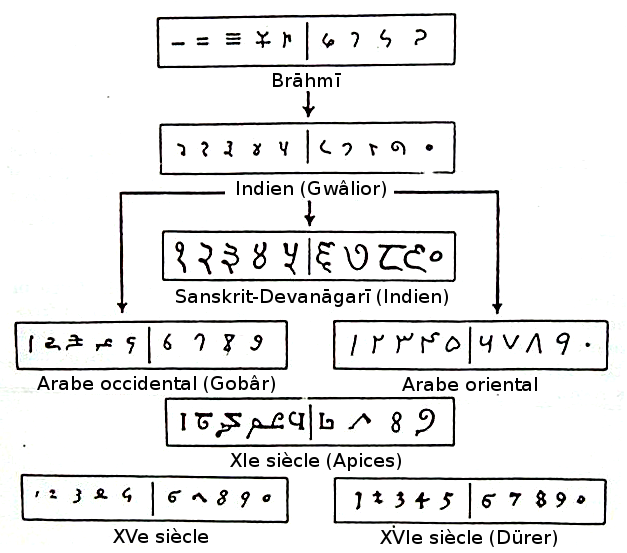
Généalogie et descendances des numérations indiennes (brahmi, gwalior, sanskrit-dévanagari) et arabes (d'après Datta et Singh 1935).

Le système numérique brahmi est un système numérique attesté à partir du IIIe siècle av. J.-C.  (un peu plus tardivement dans le cas de la plupart des dizaines). C'est l'ancêtre graphique direct du système de numération indo-arabe, dont font partie les numérations indiennes et arabe (orientale et occidentale) modernes. Cependant, il était conceptuellement distinct de ces systèmes ultérieurs à notation positionnelle, car il s'agit d'une  notation additive, sans zéro. Chaque nombre des dizaines (10, 20, 30, etc.),. avait un symbole propre. Les  centaines et milliers, etc. étaient représentées par l'unité de sa puissance 10 assortie d'une ligature pour écrire les nombres jusqu'à 500 et 5000.

## Histoire
Des exemples de ce système numérique ont été trouvés au IIIe siècle av. J.-C. sur plusieurs piliers d'Ashoka. L'un d'eux, à Lumbini, au Népal, présente les principes de la division et de la multiplication par 8. 